# Бенсуда, Фату
Фату Бенсуда (англ. Fatou Bensouda; род. 31 января 1961, Банжул, Гамбия) — гамбийский политический и государственный деятель, юрист, Прокурор Международного уголовного суда (2012—2021).

## Биография
Родилась 31 января 1961 в Банжуле.
В 1986 году с отличием окончила Университет ИФЕ (ныне Университет им. Обафеми Аволово) в Нигерии, получив степень бакалавра права. Также обучалась в Нигерийской школе права. В 1991 году получила степень магистра права в Институте международного морского права на Мальте.
С 1980 по 1997 годы работала адвокатом в судах Гамбии. В 1997—1998 годы — Генеральный солиситор Гамбии, затем в 1998—2000 годы — Генеральный прокурор и министр юстиции Гамбии.
Международную карьеру Бенсуда начала в Международном трибунале по Руанде в 2002 году, проработав сначала консультантом по юридическим вопросам, затем — судебным адвокатом.
8 августа 2004 года она была избрана заместителем прокурора (по уголовному преследованию) Международного уголовного суда подавляющим большинством голосов Ассамблеи государств-участников. После отставки в 2012 году Луиса Морено Окампо, заменила его на посту Прокурора Международного уголовного суда, получив соответствующую поддержку от Ассамблеи государств-участников.
Как генеральный прокурор Международного уголовного суда, ответственный за расследование преступлений вооружённых сил США, афганских сил национальной безопасности и талибов во время войны в Афганистане, была внесена в список специально обозначенных граждан и заблокированных лиц США 2 сентября 2020 года, но была исключена 2 апреля 2021 года.